# Augusta Emèrita

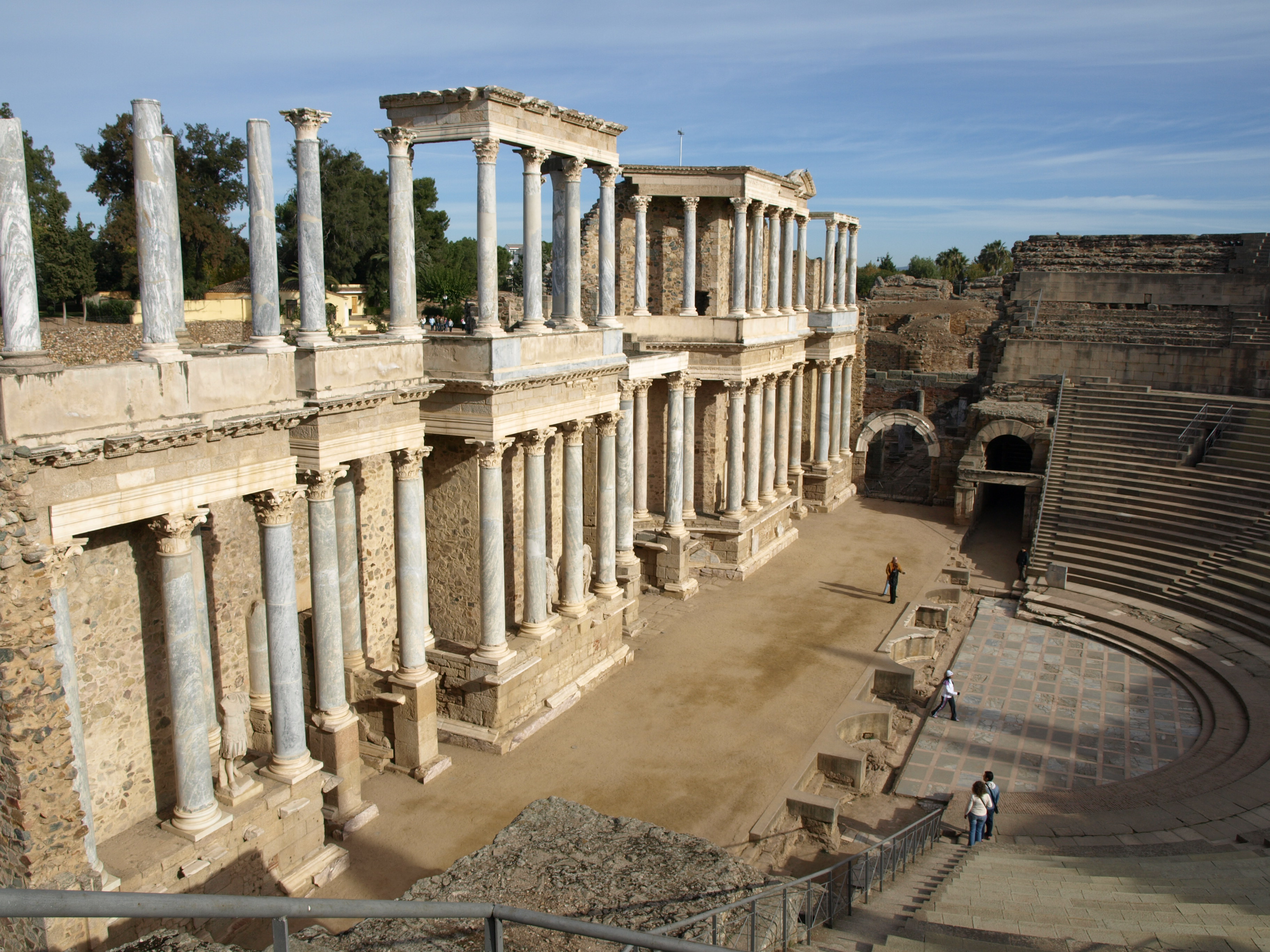
Teatre romà

Augusta Emèrita va ser el nom romà de la ciutat de Mèrida (castellà Mérida), capital de la Lusitània, fundada l'any 23 aC per Publius Carisius, legat d'August, que hi va establir veterans de les legions V Alaudae i X Gemina, anomenats emeriti ('soldat retirat', 'veterà') després de les guerres càntabres.

## Història
Va arribar a superar en població a totes les altres ciutats de la Lusitània, i era un dels assentaments romans més importants d'Hispània. Plini el Vell diu que era capital d'un convent jurídic anomenat Emeritensis, i colònia romana.
Les fites que marcaven el límit del territori que va determinar August indiquen l'extensió del territori de la colònia, ja que se n'han trobat a 100 km de la ciutat. Sext Juli Frontí diu que després de diverses distribucions de terres encara quedaven llocs per repartir. Els primers colons eren veterans de les Legions V Alaudae i X Gemina, però les fonts, a més de Frontí, parlen de colons posteriors d'origen menys conegut, com ara les famílies que va enviar allà l'emperador Otó l'any 69 segons diu Tàcit. Les inscripcions que s'han trobat fan referència a colons de les legions VI Victrix i VII Gemina. Emèrita també va ser important durant el període en què els visigots van dominar la península, i des de llavors ha estat sempre habitada.

## Restes romanes
La ciutat actual encara conserva en part la planta rectangular típica dels campaments romans. El decumanus maximus es manté gairebé sense canvis des de la capçalera del pont romà sobre el Guadiana fins al lloc que s'anomena «porta de la ciutat». El cardo maximus s'estén des de l'arc de Trajà fins a un lloc conegut com a «Arc de Cimbron» (que ja no existeix). Probablement hi havia en els seus orígens una muralla que rodejava aquest quadrilàter central, però no en queden restes visibles, només se saben les referències dels llocs on hi havia les portes. Però l'arc de Trajà, que alguns pensen que és una porta d'entrada monumental a la muralla, i el tram de muralla que s'ha descobert durant l'excavació de la ciutadella morisca podrien ser restes d'aquesta fortificació. El tram descobert corre en direcció sud-oest nord-est, paral·lela al riu. Es conserven alguns trams d'un mur que encerclava d'una manera més ampla la ciutat, de data molt posterior i que engloba el Teatre romà i l'Amfiteatre. Aquesta muralla, que no s'ha datat amb precisió, va cegar una de les portes de l'Amfiteatre i va afectar part dels murs de l'anomenada Casa de l'Amfiteatre. Per això sembla que aquesta muralla va ser construïda en una època tardana, potser com una obra defensiva edificada de forma precipitada, com per contenir una invasió. Sambla datar de la segona meitat del segle iii en el moment de la invasió dels v del s. A.D., època de les primeres invasions dels bàrbars.